# Прифан Тумбев
Прифан Иванов Тумбев е български политик, деец на Българската комунистическа партия (БКП) и на Вътрешната македонска революционна организация (обединена).

## Биография
Прифан Тумбев е роден на 10 февруари 1898 година в разложкото градче Мехомия, тогава в Османската империя. В 1919 година влиза в БКП. От 1921 година учи в Учителския институт в Пловдив, като е активист на Пловдивската организация на БКП. В навечерието на Септемврийското въстание в 1923 година Тумбев занася паролата за въстание от София до разложкото ръководство на БКП. Участва в превземането на Мехомия. След краха на въстанието е арестуван. От 1931 година е член на околийското ръководство на ВМРО (обединена) в Разлог. През Втората световна война подпомага комунистическото партизанското движение като ятак. Интерниран е в Каспичан. След Деветосептемврийския преврат от 1944 година участва активно в установяването на властта на Отечествения фронт в Разлога.